# Hepburn-átírás
A japán nevek Hepburn-féle átírása (japánul ヘボン式ローマ字 [Hebon-siki rómadzsi]) a nyugaton legelterjedtebb – de hivatalosan nem teljeskörűen pártolt – formája a japán írás latin betűs leképzésének. Nevét James Curtis Hepburnről kapta, bár ő maga csak az elterjesztéséből vette ki a részét az általa szerkesztett szótár révén. A rendszer részleteit a kor (ti. a 19. század második felének) lelkes érdeklődői, külföldiek és japánok dolgozták ki.
Az átírás főképp az angol nyelvhez igazodik, ennek ellenére bizonyos alapvetések nélkül az angol anyanyelvű olvasót is könnyen félrevezetheti. Ugyanis bár a mássalhangzók (ch, j, s, sh, ts, w, y) ejtése az angol írásban megszokotthoz igazodik, a magánhangzóké sokkal inkább az olaszhoz – és pl. a magyarhoz – hasonló.
A hosszú magánhangzókat hol a japán fonetikus írásban szokásos jelölések szolgai másolásával, hol a betű fölé húzott vízszintes vonallal, hol kalappal jelzik. Előfordul az is, és nem precíz szakmai igényességgel szerkesztett szövegekben meglehetősen gyakori, hogy a magánhangzó hosszúságát egyszerűen nem jelölik. A sógun szó eszerint négyféleképp is írható:
1. shougun
2. shōgun
3. shôgun
4. shogun

A hosszúság jelének elhagyása könnyebbség sok nyugati nyelv használójának, de a magyar írásnak megvan az eszköze ennek a jelölésére. További kulturális hatást tükröz, hogy a legtöbbször a személynevek sorrendje is a nyugaton általában megszokott keresztnév–családnév formára módosul, míg Magyarországon az eredeti japán családnév–keresztnév forma sem okoz zavart. Ezek miatt a magyaros átírás eleve pontosabb lehet az angolos Hepburnnél.

## Lásd még
- Wikipédia:Japán nevek átírása